# ناحیه لووکا
ناحیه لووکا (به لاتین: Luuka District) یک منطقهٔ مسکونی در اوگاندا است که در استان شرقی، اوگاندا واقع شده‌است. ناحیه لووکا ۲۶۰٬۹۰۰ نفر جمعیت دارد و ۱٬۲۰۰ متر بالاتر از سطح دریا واقع شده‌است.